# Oxyopomyrmex lagoi
Oxyopomyrmex lagoi är en myrart som beskrevs av Menozzi 1936. Oxyopomyrmex lagoi ingår i släktet Oxyopomyrmex och familjen myror. Inga underarter finns listade i Catalogue of Life.